# Conjux
Conjux est une commune française située dans le département de la Savoie, en région Auvergne-Rhône-Alpes.
La commune de Conjux est la plus petite de Chautagne avec ses 175 hectares. Située sur les rives du lac du Bourget, avec 5 km de côtes, Conjux possède un petit port, une plage de baignade et un camping municipal.

## Géographie

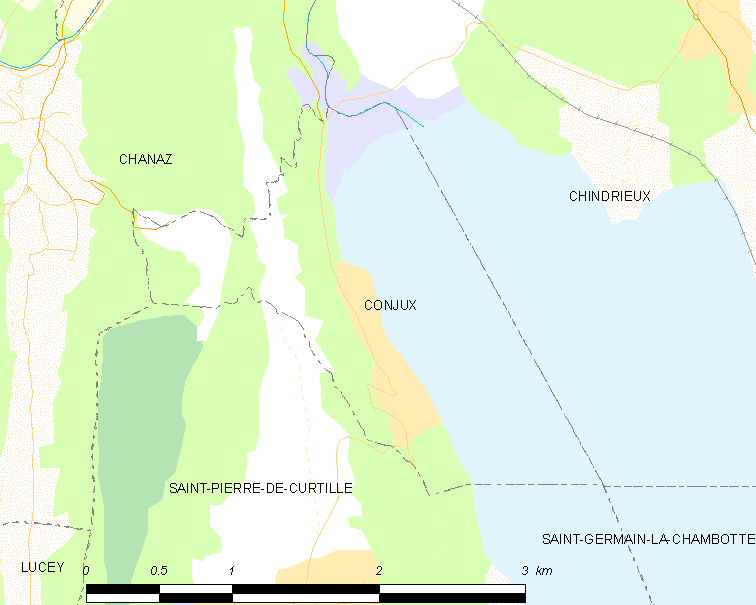
Plan du territoire de Conjux.

Conjux est une commune savoyarde située sur la rive ouest du lac du Bourget. Elle est située au nord du département, à 35 km de Chambéry, préfecture du département de la Savoie.
Les hameaux et lieux-dits de la commune sont La Chattière, Semelas et Portout (sur la limite avec Chanaz et Chindrieux).

### Climat
Pour des articles plus généraux, voir Climat d'Auvergne-Rhône-Alpes et Climat de la Savoie.
En 2010, le climat de la commune est de type climat des marges montargnardes, selon une étude du Centre national de la recherche scientifique s'appuyant sur une série de données couvrant la période 1971-2000. En 2020, Météo-France publie une typologie des climats de la France métropolitaine dans laquelle la commune est exposée à un climat de montagne ou de marges de montagne et est dans la région climatique Alpes du nord, caractérisée par une pluviométrie annuelle de 1 200 à 1 500 mm, irrégulièrement répartie en été.
Pour la période 1971-2000, la température annuelle moyenne est de 11,4 °C, avec une amplitude thermique annuelle de 18,6 °C. Le cumul annuel moyen de précipitations est de 1 259 mm, avec 10,6 jours de précipitations en janvier et 8,2 jours en juillet. Pour la période 1991-2020, la température moyenne annuelle observée sur la station météorologique de Météo-France la plus proche, « Mognard », sur la commune d'Entrelacs à 10 km à vol d'oiseau, est de 11,0 °C et le cumul annuel moyen de précipitations est de 1 280,1 mm,. Pour l'avenir, les paramètres climatiques de la commune estimés pour 2050 selon différents scénarios d'émission de gaz à effet de serre sont consultables sur un site dédié publié par Météo-France en novembre 2022.

## Urbanisme

### Typologie
Au 1er janvier 2024, Conjux est catégorisée commune rurale à habitat dispersé, selon la nouvelle grille communale de densité à sept niveaux définie par l'Insee en 2022.
Elle est située hors unité urbaine et hors attraction des villes,.
La commune, bordée par un plan d’eau intérieur d’une superficie supérieure à 1 000 hectares, le lac du Bourget, est également une commune littorale au sens de la loi du 3 janvier 1986, dite loi littoral. Des dispositions spécifiques d’urbanisme s’y appliquent dès lors afin de préserver les espaces naturels, les sites, les paysages et l’équilibre écologique du littoral, tel le principe d'inconstructibilité, en dehors des espaces urbanisés, sur la bande littorale des 100 mètres, ou plus si le plan local d’urbanisme le prévoit.

### Occupation des sols
L'occupation des sols de la commune, telle qu'elle ressort de la base de données européenne d’occupation biophysique des sols Corine Land Cover (CLC), est marquée par l'importance des forêts et milieux semi-naturels (21,7 % en 2018), en diminution par rapport à 1990 (27 %). La répartition détaillée en 2018 est la suivante : 
eaux continentales (56,5 %), forêts (21,7 %), prairies (10 %), zones urbanisées (7,7 %), zones humides intérieures (4,1 %).
L'IGN met par ailleurs à disposition un outil en ligne permettant de comparer l’évolution dans le temps de l’occupation des sols de la commune (ou de territoires à des échelles différentes). Plusieurs époques sont accessibles sous forme de cartes ou photos aériennes : la carte de Cassini (XVIIIe siècle), la carte d'état-major (1820-1866) et la période actuelle (1950 à aujourd'hui).

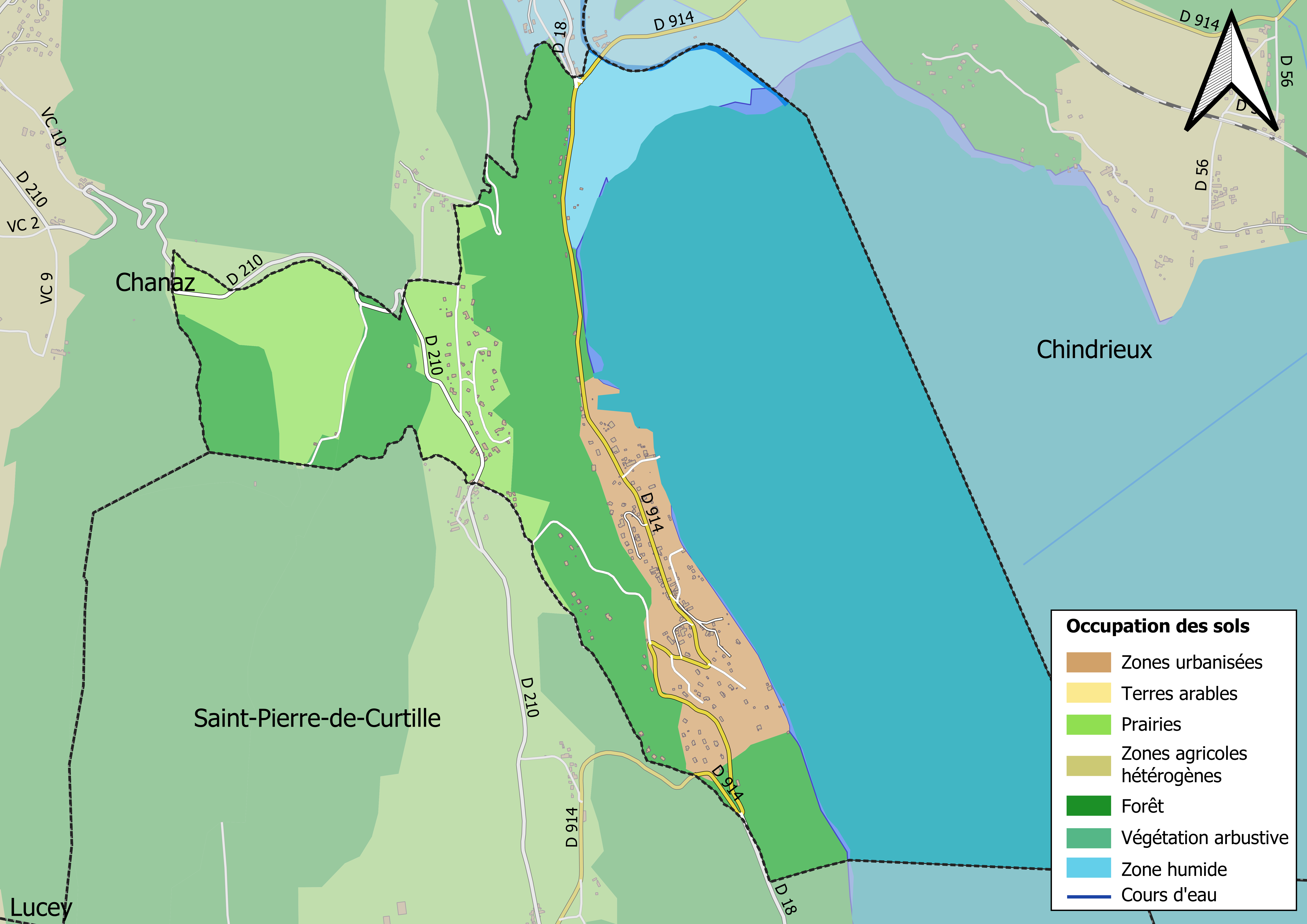
Carte des infrastructures et de l'occupation des sols en 2018 (CLC) de la commune.
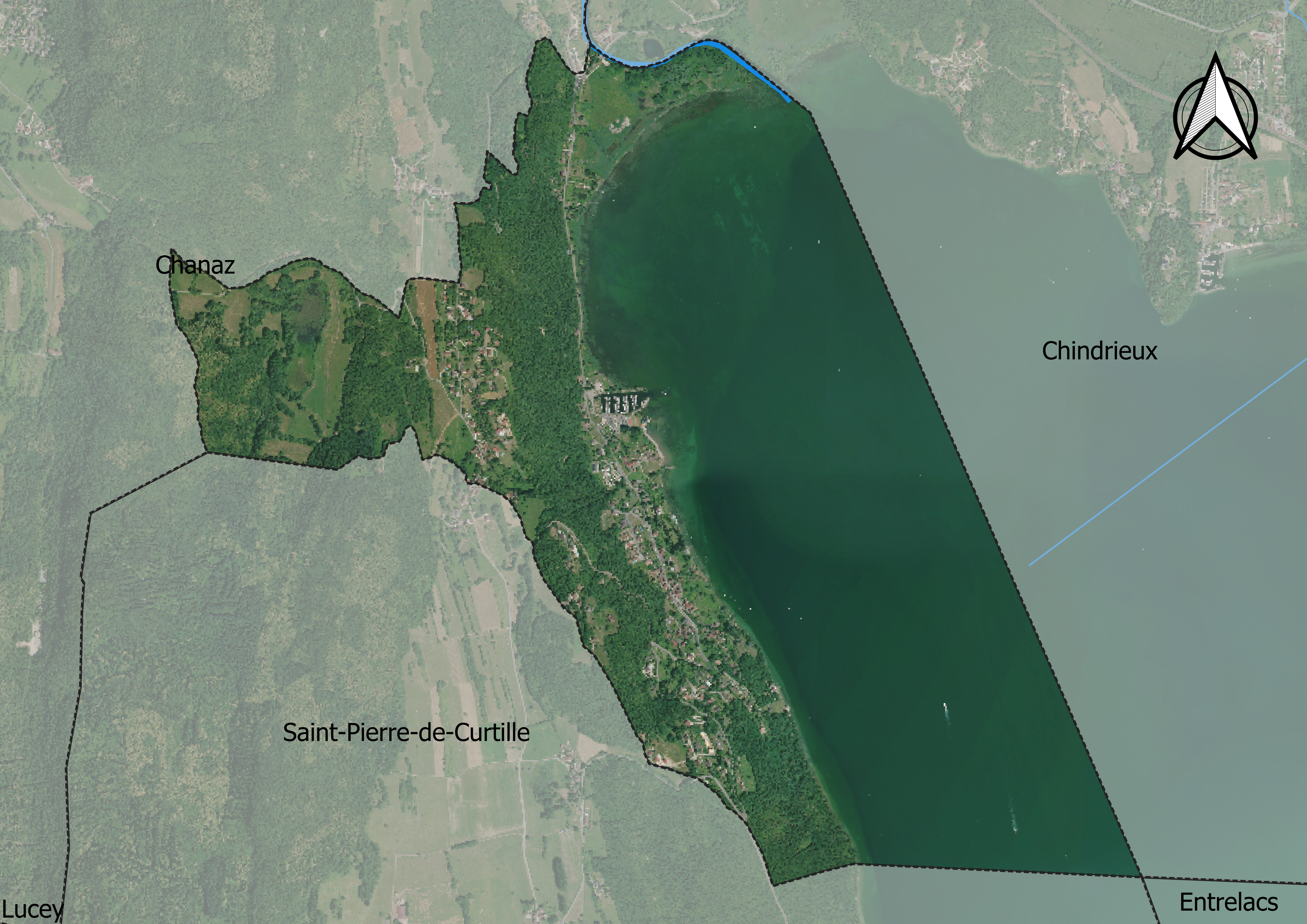
Carte orthophotogrammétrique de la commune.

## Toponymie
Dans les documents médiévaux, Conjux est mentionnée sous les formes suivantes Conziacum (début XIIe siècle), Conjiacum (1481), Conjeu (1723), Congieux (1729) et Conjeux (1780),.
Selon Adolphe Gros, le toponyme de Congieu(x), dont la forme ancienne est Conjux, peut provenir de Congiacum, dérivant très probablement du nom d'un domaine ayant appartenu à Congius (cognomen),.
En forme savoyarde, Conjux s'écrit Congiou. En francoprovençal, le nom de la commune se prononce Konzhu, selon la graphie de Conflans.

## Histoire

### Préhistoire et Antiquité
L'occupation humaine du site est attestée au moins depuis la période protohistorique..
Des fouilles archéologiques ont permis de découvrir, au niveau du hameau de Portout, les vestiges d'une station lacustre datant de l'âge du bronze final, de même qu'un site de fabrication de poteries du IVe siècle. Un port romain semble avoir été installé au niveau du hameau, où se situe l'entrée du canal de Savières. On peut voir dans la chapelle Saint-Crépin des vestiges gallo-romains et un autel de Cybèle. Les fouilles ont par ailleurs permis de déduire un niveau du lac inférieur de 2 mètres à la situation actuelle.

### Période médiévale
L'église est, au XVIe siècle, « filleule et annexe de Saint-Pierre-de-Curtille ». La paroisse relevait du diocèse de Genève.

## Politique et administration
| Période                                  | Période                    | Identité        | Étiquette | Qualité |
| ---------------------------------------- | -------------------------- | --------------- | --------- | ------- |
| Les données manquantes sont à compléter. |                            |                 |           |         |
| avant 1988                               | 1995                       | Paul Peycru     |           |         |
| mars 1995                                | mars 2001                  | Jean Mithieux   |           |         |
| mars 2001                                | En cours (au Janvier 2021) | Claude Savignac |           |         |

## Démographie
Les habitants de la commune sont appelés les Conjuxiens.

L'évolution du nombre d'habitants est connue à travers les recensements de la population effectués dans la commune depuis 1793. Pour les communes de moins de 10 000 habitants, une enquête de recensement portant sur toute la population est réalisée tous les cinq ans, les populations de référence des années intermédiaires étant quant à elles estimées par interpolation ou extrapolation. Pour la commune, le premier recensement exhaustif entrant dans le cadre du nouveau dispositif a été réalisé en 2005.

En 2022, la commune comptait 216 habitants, en évolution de +7,46 % par rapport à 2016 (Savoie : +3,63 %, France hors Mayotte : +2,11 %).
| 1793 | 1800 | 1806 | 1822 | 1838 | 1848 | 1858 | 1861 | 1866 |
| ---- | ---- | ---- | ---- | ---- | ---- | ---- | ---- | ---- |
| 149  | 116  | 187  | 200  | 199  | 237  | 218  | 204  | 206  |

| 1872 | 1876 | 1881 | 1886 | 1891 | 1896 | 1901 | 1906 | 1911 |
| ---- | ---- | ---- | ---- | ---- | ---- | ---- | ---- | ---- |
| 186  | 184  | 209  | 200  | 175  | 165  | 161  | 160  | 159  |

| 1921 | 1926 | 1931 | 1936 | 1946 | 1954 | 1962 | 1968 | 1975 |
| ---- | ---- | ---- | ---- | ---- | ---- | ---- | ---- | ---- |
| 140  | 144  | 150  | 133  | 136  | 132  | 142  | 125  | 125  |

| 1982 | 1990 | 1999 | 2005 | 2006 | 2010 | 2015 | 2020 | 2022 |
| ---- | ---- | ---- | ---- | ---- | ---- | ---- | ---- | ---- |
| 122  | 126  | 169  | 187  | 194  | 183  | 202  | 210  | 216  |

## Économie

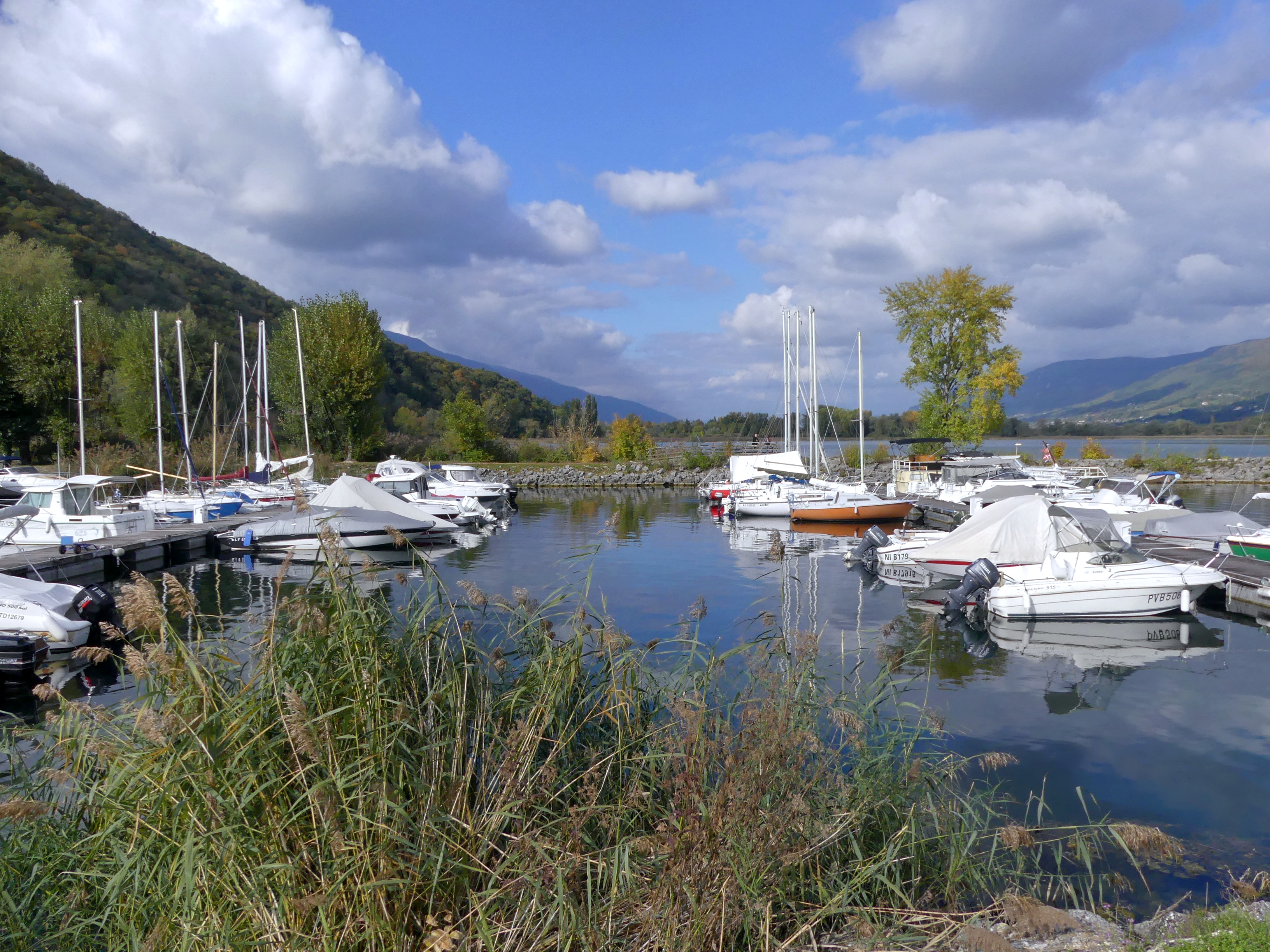
Port de Conjux.

La pêche a longtemps été l'activité artisanale principale du village. La licence de pêche était un patrimoine précieux que les anciens transmettaient en héritage à leurs enfants. Aujourd'hui, il ne reste que deux pêcheurs professionnels sur la commune. La raréfaction du lavaret, fin XIXe siècle, a conduit les habitants de Conjux à développer une activité d'alevinage.

## Culture locale et patrimoine

### Lieux et monuments
La partie la plus ancienne de la chapelle Saint-Crépin date du début du XVe siècle. Ses éléments distinctifs comprennent une croisée d'ogives, une vierge en bois ciré du XIVe siècle, des vestiges gallo-romains et un autel de Cybèle. Fortement endommagée par un tremblement de terre en 1826, la chapelle a été restaurée en plusieurs étapes (1890, 1938 et 1978).
Un site archéologique immergé, datant de la période de l'âge du bronze final, manifeste des vestiges de l'occupation humaine en milieu humide, de l'habitat ainsi que les pieux de soutènement des bâtiments de bois, encore visibles.

### Fêtes
Les activités organisées par le Comité des Fêtes de Conjux comprennent un repas de printemps en mai, une fête du Four (« La Four'rioule ») en juin, un bal avec feu d'artifice (le premier samedi après le 14 juillet), et un repas du 11 novembre.